# Indie occidentali spagnole

Evoluzione politica dell'America Centrale e dei Caraibi nel 1700.

Le Indie occidentali spagnole (o Antille spagnole) erano il complesso delle colonie spagnole, situate nei Caraibi, che appartenevano al Vicereame della Nuova Spagna.

## Territori
Appartenevano al gruppo delle Indie occidentali spagnole:
- Islas de la Bahía (o Bay Islands), a lungo contese tra Spagna e Inghilterra (furono definitivamente riconosciute come possedimenti inglesi con il Trattato di Parigi del 1783, per poi essere cedute all'Honduras con il Trattato di Comayagua del 1859, insieme alla Costa dei Mosquito);
- Giamaica spagnola (o Colonia di Santiago), conquistata dall'Inghilterra nel 1655 e ceduta ufficialmente con il Trattato di Madrid del 1670;
- Isole Cayman, cedute all'Inghilterra con il medesimo Trattato;
- Haiti, ceduta all Francia con il Trattato di Ryswick del 1697;
- Trinidad, conquistata dall'Inghilterra nel 1797 e ceduta ufficialmente con il Trattato di Amiens del 1802;
- Capitaneria Generale di Santo Domingo;
- Capitaneria Generale di Cuba;
- Capitaneria Generale di Porto Rico.